# ماسارو هيراياما
ماسارو هيراياما (باليابانية: 平山 大) (3 يونيو 1972 في فوكوي في اليابان – )؛ هو لاعب كرة قدم ياباني سابق كان يلعب كمدافع.

## وصلات خارجية
- ماسارو هيراياما على موقع رابطة كرة القدم اليابانية للمحترفين (اليابانية)
- ماسارو هيراياما على موقع عالم كرة القدم.نت (الإنجليزية)